# Nigrita fusconotus
La negrita pechiblanca (Nigrita fusconotus) es una especie de ave paseriforme de la familia Estrildidae propia de África occidental y central. Se ha estimado que su hábitat alcanza los 2.700.000 km². 
Acostumbra a vivir en bosques, comúnmente los de Angola, Benín, Camerún, República Centroafricana, Congo, República Democrática del Congo, Costa de Marfil, Guinea Ecuatorial, Gabón, Ghana, Guinea, Kenia, Liberia, Malí, Nigeria, Ruanda, Sierra Leona, Tanzania y Uganda. Su estatus de conservación se ha evaluado como de baja preocupación (LC).